# 矢状腹径
矢状腹径（SAD）是一種量測腹部脂肪組織的方式，是背部到上腹部之間的厚度。矢状腹径可以在站立時量測，也可以在仰臥時量測。矢状腹径可以由任何一點量測，從最后肋骨和髂嵴之間的最窄處，到髂嵴的中點皆可。
矢状腹径可以有效預測冠狀動脈疾病，其數值越高，其風險越高，此風險和身高體重指數無關。
對於有正常身高體重指數的人，其矢状腹径需小於25（9.8英寸）。矢状腹径和30（12英寸）相減的數值和心血管疾病及胰島素抵抗有正相關。男性在四十歲時，若矢状腹径大於25 cm，其在三十年後罹患阿兹海默病的比例也顯著提高。一篇神经病学年鉴的論文也將腹部脂肪連結到較小的大腦容量。
另一個相關的量測是仰臥腹部高度（SAH），是在仰臥時腹部的高度。SAH法較容易自我監控，但因為重力的關係，其數值會比較小，數值不能直接和矢状腹径比較。